# Pheng Xat Lao
Pheng Xat Lao este imnul național din Laos, adoptat în 1945.